# Književnost u 1962.
◄◄ | ◄ | 1959. | 1960. | 1961. | 1962.  | 1963. | 1964. | 1965. | ► | ►►
Arhitektura • Astronautika • Astronomija • Biologija • Film • Fotografija • Glazba • Kazalište • Kemija • Kiparstvo • Knjige • Književnost • Kršćanstvo • Meteorologija • Medicina • Planinarstvo • Politika • Pravo • Promet • Slikarstvo • Strip • Šport • Televizija • Znanost • Zrakoplovstvo • Željeznički promet
Književnost u 1962.

## Svijet

### Književna djela
- Kralj umire Eugènea Ionesca
- Jedan dan Ivana Denisoviča Aleksandra Solženjicina

### Nagrade i priznanja
- Nobelova nagrada za književnost dodijeljena Johnu Steinbecku

### Smrti
- 1. travnja – Michel de Ghelderode, belgijski književnik (* 1898.)
- 2. lipnja – Fran Saleški Finžgar, slovenski književnik i prevoditelj (* 1871.)
- 6. srpnja – William Faulkner, američki prozaist (* 1897.)
- 9. kolovoza – Hermann Hesse, njemački književnik (* 1877.)

## Hrvatska i u Hrvata

### Književna djela
- Banket u Blitvi (II. dio) Miroslava Krleže

## Vanjske poveznice
|  | Zajednički poslužitelj ima još gradiva o temi Književnost u 1962. |